# Usine Fiat d'El Palomar
 (juillet 2025).
Le site industriel Fiat d'El Palomar à Buenos Aires est une usine de production automobile construite par Fiat Concord, la filiale argentine du groupe italien Fiat, à partir de 1962 et inaugurée en 1964 par le président de la république d'Argentine Arturo Illia et le directeur de Fiat America Latina depuis 1948, Aurelio Peccei. La société Fiat Argentina SA a été créée le 1er juin 1948. L'usine est située à El Palomar, proche banlieue de la capitale argentine Buenos Aires.
Cette usine a été revendue au groupe PSA lors de son retour en Argentine en 1998 et porte maintenant le nom de « Polo Industrial Argentina » (PIAR).

## Contexte historique
Le constructeur italien Fiat S.p.A. est présent en Argentine depuis 1919 avec une structure officielle d'importation à Buenos Aires : Fiat Argentina SA. Les produits Fiat, jusqu'alors importés directement par les particuliers depuis 1901, sont désormais importés en CBU (Completely built-up) et commercialisés dans le pays. La gamme est très variée et comprend notamment les automobiles, camions, autobus, tracteurs agricoles et engins de TP, trains et grands moteurs industriels. La concurrence avec les produits américains est difficile en raison de leurs prix élevés dus au coût du transport depuis l'Italie. En 1931, Fiat Argentina SA fonde une première filiale, Fiat Uruguay.
En 1949, Fiat Argentina SA crée la société Agromecanica S.A.C.I.F., filiale spécialisée dans la maintenance des matériels agricoles Fiat importés d'Italie. En 1952, Fiat Trattori accorde une licence de fabrication de tracteurs agricoles à IAME - Industrias Aeronáuticas y Mecánicas del Estado pour le marché argentin.
En 1954, Fiat Someca Argentina rachète IAME, construit l'usine Fiat de la Ferreyra à Córdoba et devient le premier constructeur de tracteurs agricoles d'Argentine.
Durant l'été 1955, l'Argentine connaît de graves événements qui dégénèrent en quasi guerre civile. Le 21 septembre 1955, le Président Juan Perón est renversé par un coup d'État. Une junte militaire entame une période de dictature baptisée Révolution libératrice. Plusieurs entreprises étrangères, dont les trois principaux constructeurs automobiles Fiat Concord, IKA et Mercedes-Benz, sont inscrites sur une liste noire le 26 décembre 1955, accusées d'avoir obtenu illégalement des subsides du gouvernement Perón et menacées de la confiscation de leurs biens. Fiat et IKA seront rapidement rayées de cette liste et en 1956, Fiat Grandes Motores Diesel, filiale argentine de Grandi Motori Trieste Italie commence la construction d'une usine à Córdoba pour la fabrication de grands moteurs industriels.
La société I.A.F.A. (Industriales Argentinos Fabricantes de Automóviles), est créée en 1956 pour assembler en CKD sous licence, des Peugeot 403 avec des composants tous importés de France et engage la construction d'un atelier à Berazategui. L'activité débutera en 1960.
Fiat Ferroviaria Italie reçoit en 1957 une commande de 300 locomotives diesel de la part des chemins de fer argentins et construit une usine spécifique, toujours à Córdoba, Fiat Materfer.
En 1959, le gouvernement argentin réglemente l'industrie automobile afin de favoriser l'essor des productions locales. Fiat propose de construire un site de production pour satisfaire à la loi qui imposait un taux d'intégration local de 70 %. Le 30 septembre 1959, le gouvernement argentin délivre une autorisation à Fiat Argentina S.A. pour produire des automobiles sur son territoire et le 8 avril 1960, la nouvelle usine de la filiale argentine, nouvellement créée, Fiat Concord (Fiat CONtrucciones CÓRDoba) à Caseros va produire la première voiture Fiat entièrement construite en Argentine, une Fiat 600. 4 272 exemplaires seront fabriqués en 1960, 11 339 en 1961 et 28 868 en 1965. Au total, le groupe industriel italien va rapidement construire plusieurs usines à Buenos Aires (Caseros et El Palomar) pour les automobiles, La Ferreyra à Córdoba pour les camions et Sauce Viejo à Santa Fe pour les tracteurs agricoles et engins de TP, qui emploient près de 20 000 salariés à la fin des années 1960. En milieu d'année 1960, Fiat Concord commence la production de la Fiat 1100.
IAFA inaugure en 1960 sa « petite » usine de Berazategui où débute la production locale de la 403 dont tous les composants sont importés de France. (1 912 exemplaires sont assemblés en 1960, 5 000 en 1961 et 6 734 en 1962). En 1962, la production de la 404 débute. Plusieurs irrégularités dans l'importation des composants français entraîne un scandale judiciaire qui aboutit à l'arrêt de l'activité. L'usine est fermée en septembre 1964. La société S.A.FR.AR (Sociedad de Automóviles FRanco ARgentinos) est créée en 1965 dont Peugeot et Citroën, alors concurrents, sont actionnaires. La première année d'activité, la nouvelle société fabriquera 6 647 exemplaires des deux modèles 403 (800 ex) et 404 (5 847 ex). La production de la 403 est abandonnée en décembre 1965.
La croissance rapide du marché argentin et le succès rencontré par les voitures Fiat (plus de 20 % du marché), incitent le constructeur à lancer immédiatement la construction d'une deuxième usine à El Palomar, dans la banlieue de la capitale Buenos Aires, pour y réaliser les carrosseries, la peinture et l'assemblage de ses modèles. L'usine est inaugurée en 1964, par Aurelio Peccei, le directeur de Fiat America Latina en présence du président de la république d'Argentine Arturo Illia.
En fin d'année 1963, après 23 152 exemplaires fabriqués, la Fiat 1100 D est remplacée par la Fiat 1500.
En 1964, débutent les premières exportations de la Fiat 1500 produite à El Palomar à destination du Chili où la filiale locale de Fiat Concord, Fiat Chile, assure l'assemblage depuis 1961 des modèles Fiat 600 et 1100.
En 1965, la gamme Fiat 1500 s'élargit avec l'apparition des modèles 1500 Cupè et 1500 Multicarga, un pick-up à l'américaine. Fiat Concord présente la Fiat 770, un coupé jamais produit en Italie par Fiat mais par le carrossier Vignale. Cette voiture a également été produite en Allemagne par la filiale locale Fiat Neckar.
En 1966, la Fiat 770 (2e série) est renommée 800 et est complétée avec une version spider. La Fiat 1500, reprenant la version Fiat 1500 Taxi (Fiat 1500 C) italienne, bénéficie d'une augmentation de son empattement et devient 1500 C largo.
En 1966, un coup d’État militaire destitue le gouvernement civil d'Arturo Umberto Illia (1963-66). Le général Juan Carlos Onganía prend le pouvoir et lance le plan Adalbert Krieger Vasena (es) qui va favoriser les investissements étrangers et développer l'économie du pays. Le groupe Fiat va réaliser plusieurs grands travaux avec sa filiale travaux publics Fiat Impresit comme le barrage d'El Chocón et la centrale nucléaire d'Atucha. L'inflation en Argentine tombe de 30 % en 1964 à 8,6 % en 1968.
En 1967, Fiat Concord devient le premier constructeur producteur en Argentine avec 40 911 automobiles fabriquées, soit 23 % du total national. Fiat Concord obtient l'autorisation pour produire des camions et Fiat V.I. Argentina engage la construction d'une usine à La Ferreyra Córdoba pour y produire des camions et autobus destinés aux marchés d'Amérique Latine.
En 1969, Fiat Concord agrandit l'usine d'El Palomar pour en doubler la capacité. La fabrication des camions 619 N & T débute le 15 février 1969 dans l'usine de La Ferreyra, à un rythme initial de quatre véhicules par jour. La Fiat 1500 est remplacée par la Fiat 1600, en fait une Fiat Polski 125P. La même année, S.A.FR.AR commence la production-assemblage de la Peugeot 504 dans l'usine de Berazategui.
En 1970, Fiat lance la Fiat 1600 Cupè. Modèle exclusivement argentin dû au carrossier italien Vignale mais jamais construit en Italie. La version 1500 Spider de Pininfarina identique au modèle italien est aussi fabriquée. Arrêt de la fabrication des Fiat 800 Cupè et Spider.
En 1971, Fiat Concord lance la Fiat 128, voiture révolutionnaire à l'époque, première traction avant construite en Argentine. La production automobile annuelle de Fiat Concord dépasse 60 000 unités avec un effectif de 4 250 salariés. Création de IAVA S.A., une sorte d'Abarth argentin, destinée à la préparation de véhicules aux prestations élaborées.
En 1972, la Fiat 1600 est remplacée par la Fiat 125. Fiat Concord produit 63 746 automobiles 600 R, 128 et 125 avec 7 977 salariés à El Palomar et couvre 29,5 % du marché argentin.
Après le premier choc pétrolier de 1973, l'économie de l'Argentine, comme dans beaucoup de pays, connaît une importante baisse d'activité combinée à une très forte inflation. Beaucoup de constructeurs étrangers dont Peugeot, envisagent d'arrêter toute activité dans le pays. S.A.FR.AR commence la production de la 404 pick-up dans l'usine de Berazategui.
Faits divers : le 21 mars 1972, Oberdan Sallustro (es), directeur général de Fiat Concord est pris en otage par l'Armée Révolutionnaire du Peuple Argentin et est sauvagement exécuté le 10 avril 1972.
En 1974, Fiat V.I. lance le camion Fiat 673 Salustro pour lui rendre hommage.
En 1975, la politique économique de la junte militaire au pouvoir dirigée par le général Jorge Rafael Videla libère les importations. La production d'automobiles nationales est divisée par deux. Plusieurs constructeurs étrangers, Citroën et General Motors, ferment leurs usines et quittent le pays, Chrysler vend son usine et son réseau commercial à Volkswagen, Peugeot annonce son intention de faire de même.
En 1977, Fiat Concord lance la Fiat 133, dérivée de la Fiat-Seat 133 espagnole mais avec les motorisations locales des Fiat 600.E & S.
En 1979, devant l'explosion des importations de véhicules de tous pays et les fermetures des usines locales, la junte militaire se décide à réguler les importations et, pour éviter la fermeture de toutes les usines automobiles, publie la Loi no 21.932 dite de « Reconversion de l'Industrie Automobile argentine ». L'inflation qui avait atteint 444 % en 1976, redescend à 140 % en 1978. Les dirigeants de Fiat Italie, Umberto Agnelli et Cesare Romiti, contrairement aux constructeurs étrangers qui ont quitté le pays, décident de simplement désinvestir en Argentine. L'usine de La Ferreyra à Córdoba est la plus touchée avec le licenciement de deux tiers des effectifs. L'usine de tracteurs de Sauce Viejo, dont la production a été divisée par 10 avec moins de 100 tracteurs produits par mois, est mise en sommeil pendant presque dix ans.
Ford et VW vont bénéficier de cette Loi no 21.932, devenue plus généreuse avec l’octroi de fortes subventions, pour fusionner et créer AutoLatina en 1986.
Le 28 février 1980, la société Peugeot S.A.FR.AR est intégré dans Fiat Concord pour créer Sevel Argentina, regroupement encouragé par la loi no 21.932 de Reconversion de l'Industrie Automobile argentine. En juin 1981, Peugeot se retire définitivement d'Argentine et vend à Fiat la plus grande partie de sa participation dans Sevel Argentina et, en 1982, le reste au groupe argentin Socma de la famille Macri (it). Fiat cède alors 70 % de Fiat Concord au groupe Socma (es) qui devient l'actionnaire majoritaire de Sevel Argentina avec une participation de 85 %. Mauricio Macri, futur président de la république d'Argentine, est nommé vice-Président de la société Sevel Argentina avant d'en devenir le président en 1994. L'usine Fiat d'El Palomar devient alors la propriété de Sevel Argentina.
Sevel Argentina poursuit, sous licence, la production des modèles Peugeot 504 berline et pick-up aux côtés des modèles Fiat : 128, 147, Regatta, Duna, Uno CS et Fiorino ainsi que celle du pick-up Chevrolet C-10 (pl). Sevel opère un restylage de la Fiat 125 qui est baptisée Fiat 125 Mirafiori et lance la 2e série de la Fiat 128 renommée 128 Europa.
En 1982, Sevel met un terme à la production de l'antique Fiat 600 après 22 ans et 302 000 exemplaires fabriqués ainsi que celle de la Fiat 133, toutes deux remplacées par la Fiat 147.
En 1983, Sevel commence la production des Peugeot 505. En 1985, s'ajoutent les versions 505 injection, turbo diesel et pick-up. La junte militaire organise des élections libres, Raúl Alfonsín est élu président et un gouvernement civil revient au pouvoir.
En 1985, Fiat vend, à son tour, le solde de sa participation dans Sevel Argentina au groupe argentin SOCMA de la famille Macri. Sevel Argentina lance la production de la Fiat Regatta, identique à la Regata italienne, mais avec 2 « T ».
En 1987, Sevel Argentina commence la production de la Fiat Duna berline et break et, en 1989, celle de la Fiat Uno CS et break Fiat Elba. La situation économique de l'Argentine ne s'améliore pas et l'inflation est remontée à 209 % en 1988. Sur la décennie, elle a atteint 883 %. Sevel Argentina ne dispose plus que de deux usines avec 6 143 salariés.
En 1990, Sevel Argentina arrête la fabrication de la Fiat 128 Europa et, en 1992, commence celle de la Peugeot 405. L'hyperinflation atteint 4 924 % en 1989 et 1344 % en 1990 avant de retomber à 1,5 % en 1999. La part de Sevel passe de 23,35 % de la production globale d'automobiles en 1980 à 41,01 % en 1995. Sevel vend l'usine de Córdoba à la société Cormec-Cordóba Mecánica, dont Fiat Auto Italie détient 55 % et Macri 45 %.
En 1993, une très grave crise financière paralyse le pays pendant plus d'une année. En 1995, Fiat finalise la cession de sa participation dans Sevel Argentina au groupe argentin Socma de la famille Macri qui en devient alors l'unique actionnaire ainsi que de sa filiale Sevel Uruguay.
En 1996, des licences de production des modèles Fiat arrivent à expiration. La direction italienne du Groupe Fiat a décidé de reprendre pied sur le sol argentin pour y produire directement des automobiles, comme par le passé. La division poids lourds Fiat V.I. Argentina, devenue Iveco Argentina n'a jamais suspendu sa production. Fiat Auto Italie crée une nouvelle filiale : Fiat Auto Argentina, et engage la construction d'une nouvelle usine ultra moderne à Córdoba, sa ville historique, sur le modèle de l'usine de Melfi, dans le sud de l'Italie. Études et conception sont assurées par Fiat Engineering et la robotique par COMAU, la filiale spécialisée du groupe italien. Privée des modèles Fiat, Sevel Argentina se rapproche de Peugeot qui envisage également de revenir en Argentine. Sevel obtient les licences de production de la 306 et de modèles Citroën.
En 1997, PSA prend une participation de 15 % dans Sevel Argentina, portée à 51 % en 1998. Sevel Argentina est alors renommée PSA Argentina et commence la production des Peugeot Partner et Citroën Berlingo.
En 1999, PSA rachète 99,8 % de Sevel Argentina ainsi que l'usine d'El Palomar et lance la Peugeot 206.
De 2001 à 2006, l'Argentine connaît à nouveau une grave crise économique, l'inflation atteint un niveau record et l'activité économique chute très fortement. Le ventes d'automobiles sont divisées par dix et leur production tourne au ralenti, plusieurs usines ferment. En 2007, l'activité économique et la production automobile reprennent timidement. PSA lance la fabrication de nouveau modèles : la Citroën C4 en 2007, la Peugeot 207 en 2008 et la 408 en 2010.
En 2011, PSA renouvelle sa gamme avec la Peugeot 308 puis la Citroën C4 Lounge en 2013.
À partir de 2015, les constructeurs connaissent une forte baisse de production d'automobiles (20 %) ; les petits utilitaires résistent mieux. PSA passe de 45 849 automobiles produites en 2015 à 3 495 en 2019 avant de remonter à 16 445 en 2020. Ford ferme son usine et quitte le pays en 2019, Honda fait de même en 2020, Volkswagen met son usine en sommeil en 2019 et 2020 mais poursuit au ralenti la production des très petits utilitaires.
En 2020, la situation s'améliore légèrement mais le marché automobile se replie sur les petits modèles économiques. PSA lance la Peugeot 208.
En 2021, après la fusion de Fiat-Chrysler Automobiles et de PSA, l'usine d'El Palomar devient la propriété du groupe Stellantis qui poursuit la production des modèles Peugeot Partner, 208 et 408 ainsi que des Citroën C4 Lounge et Berlingo pour tous les marchés sud-américains au rythme d'environ 40 000 véhicules par an. Fiat Argentina, de son côté, conserve son usine de Córdoba où 100 000 Fiat Cronos sont produites chaque année.

## Chronologie de l'usine d'El Palomar
- 1960 - Fiat Concord décide de construire une nouvelle usine à El Palomar,
- 1962 - Début des travaux de construction de l'usine,
- 1964 - Inauguration de l'usine par Aurelio Peccei, Directeur de Fiat Argentina en présence du Président de la République d'Argentine Arturo Illia,
- 1970 - L'effectif de l'usine atteint 4.000 salariés,
- 1973 - Grave crise pétrolière mondiale, l'Argentine connait une forte baisse de l'activité,
- 1979 - Peugeot souhaite se désengager du pays,
- 1980 - Création de la société Sevel Argentina : Sociedad Europea de VEhículos en Latinoamérica, intégration de S.A.FR.AR dans Fiat Concord. SAFRAR ferme sa vieille usine de Berazategui. Début de production de la Peugeot 504. L'usine Fiat d'El Palomar est transférée à Sevel Argentina,
- 1981 - Peugeot se retire définitivement d'Argentine, Sevel devient une filiale de Fiat. Les 504 berline et pick-up sont produites sous licence par Sevel aux côtés des modèles Fiat : 128, 147, Regatta, Duna, Uno CS, Fiorino et du pick-up Chevrolet C.10,
- 1982 - Fiat cède une participation au groupe argentin Socma de la famille Macri. Mauricio Macri, futur président de la république d'Argentine, est nommé vice-Président de la société puis président en 1994,
- 1983 - Début de production de la Peugeot 505,
- 1985 - Début de production des 505 Injection, Turbo Diesel et pick-up,
- 1992 - Début de production de la Peugeot 405,
- 1996 - Expiration des licences de production des modèles Fiat. Sevel commence la production de la Peugeot 306 et de modèles Citroën. Arrêt de la production des modèles Fiat au 31 décembre 1996. Sevel ne produit plus que des modèles Peugeot et Citroën.
- Le 20 décembre 1996 : à peine 18 mois après le démarrage des travaux, Fiat Impresit livre la nouvelle usine Fiat de Cordoba clés en main, conçue pour une production de 1 200 véhicules par jour avec un investissement de 600 millions US$ pour la production de la famille Fiat 178, connues sous le nom de Fiat Palio, Fiat Siena et Fiat Strada.
- 1997 - PSA prend une participation de 15 % dans Sevel Argentina,
- 1998 - PSA devient le principal actionnaire de Sevel Argentina avec 51 % du capital. Sevel Argentina est renommée PSA Argentina, début de production des Peugeot Partner et Citroën Berlingo,
- 1999 - PSA rachète 99,8 % de Sevel et lance la Peugeot 206,
- 2001-2006 grave crise économique en Argentine, l'inflation monte à un niveau record et l'activité économique chute. Le ventes d'automobiles sont divisées par dix. La production tourne au ralenti, plusieurs usines ferment,
- 2007 - l'activité économique et la production automobile reprend timidement, PSA lance la production de nouveau modèles : la Citroën C4 en 2007, la Peugeot 207 et la Peugeot 408 en 2010,
- 2011 - PSA renouvelle sa gamme avec la Peugeot 308 puis la Citroën C4 Lounge en 2013,
  - 2020 - en cours : Peugeot 208
- 2020 - PSA produit les modèles commercialisés en Amérique Latine : Peugeot Partner, 308 et 408 ainsi que les Citroën C4 Lounge et Berlingo.
- 2021 - Fiat-Chrysler Automobiles et PSA fusionnent pour créer Stellantis. La propriété de l'usine d'El Palomar est transférée à Stellantis qui poursuit la production des modèles Peugeot et Citroën. Fiat, de son côté, conserve son usine de Córdoba où 100 000 Fiat Cronos sont produites par an.

## Production

### Modèles de voitures particulières produites depuis l'origine
Nota : Ne sont listés ci-dessous que les modèles produits dans l'usine d'El Palomar.
- 1964 - 1980 : Fiat Concord
  - 8 avril 1960-1982 : Fiat 600 - 302 000 exemplaires, usine de Caseros jusqu'en 1964, puis à El Palomar,
  - 1963 - 1969 : Fiat 1500 & 1500 C berline - 108 235 exemplaires,
  - 1965 - 1972 : Fiat 1500 Cupé - 14 824 exemplaires,
  - 1965 - 1970 : Fiat 770/800 Coupé et spider - 9 008 exemplaires,
  - 1969 - 1973 : Fiat 1600 - 47 991 exemplaires, berline et coupé
  - 1970 - 1972 : Fiat 1600 Sport Vignale - 4 605 exemplaires,
  - 1971 : Fiat 1500 Spider Pininfarina
  - 1971/(Sevel 1980) - 1986 : Fiat 128 - 255 110 exemplaires,
  - 1972/(Sevel 1980) - 1982 : Fiat 125 - 188 971 exemplaires,
  - 1977/(Sevel 1980) - 1982 : Fiat 133 - 15 821 exemplaires.

- 1980 - 1998 : Sevel Argentina
  - (1971)/1980 - 1986 : Fiat 128 - 255 110 exemplaires,
  - (1972)/1980 - 1982 : Fiat 125 Mirafiori - 188 971 exemplaires,
  - (1969)/1980 - 1999 : Peugeot 504 - 400 237 exemplaires
  - 1980 - 1986 : Fiat 128 Europa - 255 110 exemplaires,
  - 1981 - 199 : Peugeot 505 - 91 920 exemplaires,
  - 1982 - 1996 : Fiat 147 - 232 807 exemplaires,
  - 1985 - 1992 : Fiat Regatta - 56 789 exemplaires,
  - 1987 - 1996 : Fiat Duna - 257 559 exemplaires,
  - 1992 - 2001 : Peugeot 405 - 50 701 exemplaires,
  - 1996 - 2001 : Peugeot 306 - 50 158 exemplaires,

- 1998 - 2020 : PSA Argentina
  - (Sevel 1992)/1998 - 2001 : Peugeot 405 - 50 701 exemplaires,
  - (Sevel 1992)/1996 - 2001 : Peugeot 306 - 50 158 exemplaires,
  - 1999 - 2008 : Peugeot 206 - 16 826 exemplaires,
  - 2004 - 2011 : Peugeot 307 - 28 994 exemplaires,
  - 2007 - 2014 : Citroën C4 - 91 150 exemplaires,
  - 2008 - 2016 : Peugeot 207 - 171 842 exemplaires,
  - 2010 - en cours : Peugeot 408
  - 2011 - 2019 : Peugeot 308 - 123 104 exemplaires,
  - 2013 - en cours : Citroën C4 Lounge
  - 2020 - en cours : Peugeot 208

- 2021 → Stellantis Argentina
  - 2010 - en cours : Peugeot 408
  - 2013 - en cours : Citroën C4 Lounge
  - 2020 - en cours : Peugeot 208

### Modèles de véhicules utilitaires légers produits
- 1965 - 1972 : Fiat 1500 Multicarga pick-up - 16 074 exemplaires,
- 1972 - 1973 : Fiat 1600 Multicarga pickup - 3 498 exemplaires,
- 1973 - 1982 : Fiat 125 Multicarga pickup - 28 034 exemplaires,
- 1980 - 1999 : Peugeot 504 Pick-up - 91 722 exemplaires,
- 1989 - 1992 : Fiat 147 Fiorino - 25 035 exemplaires.
- 1998 - en cours : Peugeot Partner
- 1999 - en cours : Citroën Berlingo